# Biston meridionalis
Biston meridionalis là một loài bướm đêm trong họ Geometridae.